# Pyrenotrichum splitgerberi
Pyrenotrichum splitgerberi är en lavart som beskrevs av Mont. 1843. Pyrenotrichum splitgerberi ingår i släktet Pyrenotrichum och familjen Ectolechiaceae.   Inga underarter finns listade i Catalogue of Life.